# 주성로
주성로(朱性魯, 1952년 9월 7일 ~ 2025년 2월 8일)는 전 대한민국의 야구 선수이다.
부산고와 부산산업대학교를 졸업하고 1971년 한일은행 야구단에서 야구 선수로 활동했으며, 포지션은 투수(우언우타)였다. 선수 은퇴 후 휘문고등학교와 인하대학교에서 야구부 감독을 역임하였다. 1998년 인하대학교 감독 재직 당시 1998년 아시안 게임 야구 국가대표팀의 감독을 맡아 금메달 획득에 기여하였다.
2005년까지 인하대학교 야구부 감독을 맡은 후에는 한동안 야인으로 지내다가, 2008년 우리 히어로즈가 창단되었을 때 스카우트 팀장으로 영입되어 2015년까지 재임했다.
2025년 2월 8일에 별세했다.

## 출신학교
- 부산고등학교
- 부산산업대학교